# Ollie Mack
Oliver "Ollie" Mack (Nueva York, Nueva York, 6 de junio de 1957) es un exjugador de baloncesto estadounidense que jugó tres temporadas en la NBA, y una más en la CBA. Con 1,90 metros de estatura, lo hacía en la posición de escolta.

## Trayectoria deportiva

### Universidad
Empezó su carrera universitaria en el pequeño Community College de San Jacinto, donde jugó dos temporadas, promediando 18,0 y 24,3 puntos respectivamente. en su primera temporada fue el máximo anotador del torneo de la NJCAA con 110 puntos en cuatro partidos, llevando a su equipo al año siguiente a la final del mismo, en la que perdieron ante Independence (Kansas). En ambas temporadas fue incluido en el quinteto ideal de la competición.
En 1977 fue transferido a los Pirates de la Universidad del Este de Carolina, de la División I de la NCAA, donde jugó dos temporadas en las que promedió 22,0 puntos y 4,3 rebotes por partido. En su primera temporada en los Pirates acabó en la cuarta posición a nivel nacional entre los máximos anotadores, con 28,0 puntos por partido, solo por detrás de Freeman Williams (Portland State), Larry Bird (Indiana State) y Purvis Short (Jackson State). Estableció además el récord de su universidad de más puntos en un partido, consiguiendo 47 puntos ante South Carolina Aiken en su temporada sénior.

### Profesional
Fue elegido en la vigésimo quinta posición del Draft de la NBA de 1979 por Los Angeles Lakers, donde apenas tuvo opciones de juego en un equipo repleto de grandes jugadores en su puesto, como Magic Johnson o Norm Nixon. Jugó 27 partidos, poco más de 5 minutos en cada uno de ellos para promediar 1,9 puntos, antes de ser traspasado junto con dos futuras segundas rondas del draft a Chicago Bulls a cambio de Mark Landsberger.
En los Bulls tuvo más despejado el terreno, dando minutos de descanso a Reggie Theus y a Ricky Sobers, acabando la temporada con 8,0 puntos y 2,1 rebotes por partido. pero al año siguiente, tras disputar 3 partidos, fue despedido, fichando semanas después como agente libre por los Dallas Mavericks.
En los Mavs de Dick Motta por fin encontró un hueco entre el quinteto inicial, respondiendo con su mejor temporada como profesional, promediando 10,2 puntos y 3,7 rebotes por partido, pero la llegada de Rolando Blackman al año siguiente le hizo perder protagonismo, siendo cortado en el mes de diciembre.
Jugó una temporada más con los Las Vegas Silvers de la CBA, tras la cual se retiraría definitivamente.

## Estadísticas de su carrera en la NBA

### Temporada regular
| Temporada | Edad | Equipo             | Liga | P   | TIT | MIN  | TC  | TCA | %TC  | 3P  | 3PA | %3P  | TL  | TLA | %TL  | R.OF. | R.DEF. | REB | ASIS | ROB | TAP | PER | FP  | PTS  |
| 1979-80   | 22   | TOTAL              | NBA  | 50  |     | 13.6 | 2.0 | 4.0 | .492 | 0.0 | 0.1 | .000 | 0.8 | 1.0 | .745 | 0.6   | 0.8    | 1.4 | 1.1  | 0.5 | 0.1 | 0.7 | 1.0 | 4.7  |
| 1979-80   | 22   | Los Angeles Lakers | NBA  | 27  |     | 5.7  | 0.8 | 1.9 | .420 | 0.0 | 0.0 | .000 | 0.3 | 0.7 | .500 | 0.3   | 0.6    | 0.8 | 0.7  | 0.1 | 0.0 | 0.3 | 0.6 | 1.9  |
| 1979-80   | 22   | Chicago Bulls      | NBA  | 23  |     | 22.9 | 3.3 | 6.5 | .517 | 0.0 | 0.2 | .000 | 1.3 | 1.4 | .879 | 1.1   | 1.0    | 2.1 | 1.4  | 0.9 | 0.1 | 1.1 | 1.5 | 8.0  |
| 1980-81   | 23   | TOTAL              | NBA  | 65  |     | 25.9 | 4.3 | 9.3 | .460 | 0.0 | 0.1 | .000 | 1.2 | 1.9 | .640 | 1.4   | 2.1    | 3.5 | 2.5  | 0.9 | 0.1 | 1.1 | 1.8 | 9.8  |
| 1980-81   | 23   | Chicago Bulls      | NBA  | 3   |     | 5.3  | 0.3 | 2.0 | .167 | 0.0 | 0.0 |      | 0.3 | 0.7 | .500 | 0.0   | 0.3    | 0.3 | 0.3  | 0.3 | 0.0 | 0.0 | 1.0 | 1.0  |
| 1980-81   | 23   | Dallas Mavericks   | NBA  | 62  |     | 26.9 | 4.5 | 9.7 | .463 | 0.0 | 0.1 | .000 | 1.3 | 2.0 | .642 | 1.5   | 2.2    | 3.7 | 2.6  | 0.9 | 0.1 | 1.1 | 1.8 | 10.2 |
| 1981-82   | 24   | Dallas Mavericks   | NBA  | 13  | 3   | 11.5 | 1.5 | 4.5 | .322 | 0.0 | 0.2 | .000 | 0.5 | 0.6 | .750 | 0.6   | 0.8    | 1.4 | 1.1  | 0.4 | 0.1 | 0.3 | 0.5 | 3.4  |
| Total     |      |                    | NBA  | 128 | 3   | 19.6 | 3.1 | 6.8 | .458 | 0.0 | 0.1 | .000 | 1.0 | 1.4 | .674 | 1.0   | 1.5    | 2.5 | 1.8  | 0.7 | 0.1 | 0.9 | 1.4 | 7.2  |